# オオアリクイ
オオアリクイ（大蟻食、Myrmecophaga tridactyla）は、有毛目アリクイ科に分類されるアリクイの1種。オオアリクイ属は本種のみから成る単型属であり、アリクイ科の模式属でもある。中南米に分布し、現生のアリクイでは最大の種である。有毛目の他の種は樹上性または半樹上性だが、本種は主に陸生である。全長は182-217cm、体重は雄で33-50kg、雌で27-47kgである。細長い吻部、房状の尾、前肢の長い爪、特徴的な色の毛皮を持つ。
草原や熱帯雨林など、さまざまな環境に生息する。開けた場所で餌を探し、森林で休息することが多い。主にアリやシロアリの巣を前足の爪で掘り起こし、長く粘着性のある舌で捕食する。個体同士の行動圏が重なっているものの、母子、雄同士の争いの際、繁殖の際以外は、ほとんど単独で生活する。母親は子が乳離れするまで背中に乗せて運ぶ。
国際自然保護連合のレッドリストでは危急種に指定されている。絶滅した地域も多く、保護地域に生息する個体もいるが、生息地の破壊、火災、毛皮や肉を目的とした密猟などが脅威となっている。独特の外見と習性を持ち、先コロンブス期の神話や民話、現代の大衆文化にも登場している。

## 分類と系統
1758年にカール・フォン・リンネによって記載された。属名と種小名はギリシア語に由来し、属名である「Myrmecophaga」は「アリクイ」を意味し、種小名である「tridactyla」は「3本の指」を意味する。Myrmecophaga jubata はシノニムである。M. t. tridactyla（ベネズエラとギアナ諸島南部からアルゼンチン北部）、M. t. centralis（中央アメリカからコロンビア北西部とエクアドル北部）、および M. t. artata（コロンビア北東部とベネズエラ北西部）の3亜種が提唱されている。半樹上性のコアリクイ属とともにアリクイ科を構成し、樹上性のヒメアリクイを含むヒメアリクイ科とともに、2科でアリクイ亜目を構成する。
アリクイ亜目とナマケモノ亜目は有毛目に属し、アルマジロが分類される被甲目とともに異節上目を構成する。異節上目の2目は、6600万年前の後期白亜紀に分岐した。アリクイ亜目とナマケモノ亜目は、約5500万年前の暁新世と始新世の間に分岐した。ヒメアリクイ科とアリクイ科は約4000万年前の漸新世に分岐し、本種とコアリクイ属の最後の共通祖先は、約1000万年前の中新世後期に存在していた。2003年に発表されたミトコンドリアDNAの16S rRNAの分子系統解析では、本属とコアリクイ属は12,900,000年前に分岐したという解析結果が得られた。アリクイの進化史のほとんどの期間は南アメリカ大陸に固有であったが、約300万年前にパナマ地峡が形成された後、アメリカ大陸間大交差の一環として、現存する3属すべてが中央アメリカに進出した。
|  | ミユビナマケモノ科   |
|  |                      |
|  | フタユビナマケモノ科 |
|  |                      |

|  | ヒメアリクイ                                                  |
|  |                                                               |
|  | \| \| コアリクイ属 \| \| \| \| \| \| オオアリクイ \| \| \| \| |
|  |                                                               |
|  | コアリクイ属                                                  |
|  |                                                               |
|  | オオアリクイ                                                  |
|  |                                                               |

|  | コアリクイ属 |
|  |              |
|  | オオアリクイ |
|  |              |

|  | ミユビナマケモノ科   |
|  |                      |
|  | フタユビナマケモノ科 |
|  |                      |

|  | ヒメアリクイ                                                  |
|  |                                                               |
|  | \| \| コアリクイ属 \| \| \| \| \| \| オオアリクイ \| \| \| \| |
|  |                                                               |
|  | コアリクイ属                                                  |
|  |                                                               |
|  | オオアリクイ                                                  |
|  |                                                               |

|  | コアリクイ属 |
|  |              |
|  | オオアリクイ |
|  |              |

|  | オオアルマジロ                                                              |
|  |                                                                             |
|  | \| \| スベオアルマジロ属 \| \| \| \| \| \| ミツオビアルマジロ属 \| \| \| \| |
|  |                                                                             |
|  | スベオアルマジロ属                                                          |
|  |                                                                             |
|  | ミツオビアルマジロ属                                                        |
|  |                                                                             |

|  | スベオアルマジロ属   |
|  |                      |
|  | ミツオビアルマジロ属 |
|  |                      |

|  | ケナガアルマジロ属                                                    |
|  |                                                                       |
|  | \| \| ムツオビアルマジロ \| \| \| \| \| \| ピチアルマジロ \| \| \| \| |
|  |                                                                       |
|  | ムツオビアルマジロ                                                    |
|  |                                                                       |
|  | ピチアルマジロ                                                        |
|  |                                                                       |

|  | ムツオビアルマジロ |
|  |                    |
|  | ピチアルマジロ     |
|  |                    |

|  | オオアルマジロ                                                              |
|  |                                                                             |
|  | \| \| スベオアルマジロ属 \| \| \| \| \| \| ミツオビアルマジロ属 \| \| \| \| |
|  |                                                                             |
|  | スベオアルマジロ属                                                          |
|  |                                                                             |
|  | ミツオビアルマジロ属                                                        |
|  |                                                                             |

|  | スベオアルマジロ属   |
|  |                      |
|  | ミツオビアルマジロ属 |
|  |                      |

|  | ケナガアルマジロ属                                                    |
|  |                                                                       |
|  | \| \| ムツオビアルマジロ \| \| \| \| \| \| ピチアルマジロ \| \| \| \| |
|  |                                                                       |
|  | ムツオビアルマジロ                                                    |
|  |                                                                       |
|  | ピチアルマジロ                                                        |
|  |                                                                       |

|  | ムツオビアルマジロ |
|  |                    |
|  | ピチアルマジロ     |
|  |                    |

|  | オオアルマジロ                                                              |
|  |                                                                             |
|  | \| \| スベオアルマジロ属 \| \| \| \| \| \| ミツオビアルマジロ属 \| \| \| \| |
|  |                                                                             |
|  | スベオアルマジロ属                                                          |
|  |                                                                             |
|  | ミツオビアルマジロ属                                                        |
|  |                                                                             |

|  | スベオアルマジロ属   |
|  |                      |
|  | ミツオビアルマジロ属 |
|  |                      |

|  | ケナガアルマジロ属                                                    |
|  |                                                                       |
|  | \| \| ムツオビアルマジロ \| \| \| \| \| \| ピチアルマジロ \| \| \| \| |
|  |                                                                       |
|  | ムツオビアルマジロ                                                    |
|  |                                                                       |
|  | ピチアルマジロ                                                        |
|  |                                                                       |

|  | ムツオビアルマジロ |
|  |                    |
|  | ピチアルマジロ     |
|  |                    |

|  | オオアルマジロ                                                              |
|  |                                                                             |
|  | \| \| スベオアルマジロ属 \| \| \| \| \| \| ミツオビアルマジロ属 \| \| \| \| |
|  |                                                                             |
|  | スベオアルマジロ属                                                          |
|  |                                                                             |
|  | ミツオビアルマジロ属                                                        |
|  |                                                                             |

|  | スベオアルマジロ属   |
|  |                      |
|  | ミツオビアルマジロ属 |
|  |                      |

|  | ケナガアルマジロ属                                                    |
|  |                                                                       |
|  | \| \| ムツオビアルマジロ \| \| \| \| \| \| ピチアルマジロ \| \| \| \| |
|  |                                                                       |
|  | ムツオビアルマジロ                                                    |
|  |                                                                       |
|  | ピチアルマジロ                                                        |
|  |                                                                       |

|  | ムツオビアルマジロ |
|  |                    |
|  | ピチアルマジロ     |
|  |                    |

|  | オオアルマジロ                                                              |
|  |                                                                             |
|  | \| \| スベオアルマジロ属 \| \| \| \| \| \| ミツオビアルマジロ属 \| \| \| \| |
|  |                                                                             |
|  | スベオアルマジロ属                                                          |
|  |                                                                             |
|  | ミツオビアルマジロ属                                                        |
|  |                                                                             |

|  | スベオアルマジロ属   |
|  |                      |
|  | ミツオビアルマジロ属 |
|  |                      |

|  | ケナガアルマジロ属                                                    |
|  |                                                                       |
|  | \| \| ムツオビアルマジロ \| \| \| \| \| \| ピチアルマジロ \| \| \| \| |
|  |                                                                       |
|  | ムツオビアルマジロ                                                    |
|  |                                                                       |
|  | ピチアルマジロ                                                        |
|  |                                                                       |

|  | ムツオビアルマジロ |
|  |                    |
|  | ピチアルマジロ     |
|  |                    |

|  | オオアルマジロ                                                              |
|  |                                                                             |
|  | \| \| スベオアルマジロ属 \| \| \| \| \| \| ミツオビアルマジロ属 \| \| \| \| |
|  |                                                                             |
|  | スベオアルマジロ属                                                          |
|  |                                                                             |
|  | ミツオビアルマジロ属                                                        |
|  |                                                                             |

|  | スベオアルマジロ属   |
|  |                      |
|  | ミツオビアルマジロ属 |
|  |                      |

|  | ケナガアルマジロ属                                                    |
|  |                                                                       |
|  | \| \| ムツオビアルマジロ \| \| \| \| \| \| ピチアルマジロ \| \| \| \| |
|  |                                                                       |
|  | ムツオビアルマジロ                                                    |
|  |                                                                       |
|  | ピチアルマジロ                                                        |
|  |                                                                       |

|  | ムツオビアルマジロ |
|  |                    |
|  | ピチアルマジロ     |
|  |                    |

|  | オオアルマジロ                                                              |
|  |                                                                             |
|  | \| \| スベオアルマジロ属 \| \| \| \| \| \| ミツオビアルマジロ属 \| \| \| \| |
|  |                                                                             |
|  | スベオアルマジロ属                                                          |
|  |                                                                             |
|  | ミツオビアルマジロ属                                                        |
|  |                                                                             |

|  | スベオアルマジロ属   |
|  |                      |
|  | ミツオビアルマジロ属 |
|  |                      |

|  | ケナガアルマジロ属                                                    |
|  |                                                                       |
|  | \| \| ムツオビアルマジロ \| \| \| \| \| \| ピチアルマジロ \| \| \| \| |
|  |                                                                       |
|  | ムツオビアルマジロ                                                    |
|  |                                                                       |
|  | ピチアルマジロ                                                        |
|  |                                                                       |

|  | ムツオビアルマジロ |
|  |                    |
|  | ピチアルマジロ     |
|  |                    |

|  | オオアルマジロ                                                              |
|  |                                                                             |
|  | \| \| スベオアルマジロ属 \| \| \| \| \| \| ミツオビアルマジロ属 \| \| \| \| |
|  |                                                                             |
|  | スベオアルマジロ属                                                          |
|  |                                                                             |
|  | ミツオビアルマジロ属                                                        |
|  |                                                                             |

|  | スベオアルマジロ属   |
|  |                      |
|  | ミツオビアルマジロ属 |
|  |                      |

|  | ケナガアルマジロ属                                                    |
|  |                                                                       |
|  | \| \| ムツオビアルマジロ \| \| \| \| \| \| ピチアルマジロ \| \| \| \| |
|  |                                                                       |
|  | ムツオビアルマジロ                                                    |
|  |                                                                       |
|  | ピチアルマジロ                                                        |
|  |                                                                       |

|  | ムツオビアルマジロ |
|  |                    |
|  | ピチアルマジロ     |
|  |                    |

|  | ミユビナマケモノ科   |
|  |                      |
|  | フタユビナマケモノ科 |
|  |                      |

|  | ヒメアリクイ                                                  |
|  |                                                               |
|  | \| \| コアリクイ属 \| \| \| \| \| \| オオアリクイ \| \| \| \| |
|  |                                                               |
|  | コアリクイ属                                                  |
|  |                                                               |
|  | オオアリクイ                                                  |
|  |                                                               |

|  | コアリクイ属 |
|  |              |
|  | オオアリクイ |
|  |              |

|  | ミユビナマケモノ科   |
|  |                      |
|  | フタユビナマケモノ科 |
|  |                      |

|  | ヒメアリクイ                                                  |
|  |                                                               |
|  | \| \| コアリクイ属 \| \| \| \| \| \| オオアリクイ \| \| \| \| |
|  |                                                               |
|  | コアリクイ属                                                  |
|  |                                                               |
|  | オオアリクイ                                                  |
|  |                                                               |

|  | コアリクイ属 |
|  |              |
|  | オオアリクイ |
|  |              |

|  | オオアルマジロ                                                              |
|  |                                                                             |
|  | \| \| スベオアルマジロ属 \| \| \| \| \| \| ミツオビアルマジロ属 \| \| \| \| |
|  |                                                                             |
|  | スベオアルマジロ属                                                          |
|  |                                                                             |
|  | ミツオビアルマジロ属                                                        |
|  |                                                                             |

|  | スベオアルマジロ属   |
|  |                      |
|  | ミツオビアルマジロ属 |
|  |                      |

|  | ケナガアルマジロ属                                                    |
|  |                                                                       |
|  | \| \| ムツオビアルマジロ \| \| \| \| \| \| ピチアルマジロ \| \| \| \| |
|  |                                                                       |
|  | ムツオビアルマジロ                                                    |
|  |                                                                       |
|  | ピチアルマジロ                                                        |
|  |                                                                       |

|  | ムツオビアルマジロ |
|  |                    |
|  | ピチアルマジロ     |
|  |                    |

|  | オオアルマジロ                                                              |
|  |                                                                             |
|  | \| \| スベオアルマジロ属 \| \| \| \| \| \| ミツオビアルマジロ属 \| \| \| \| |
|  |                                                                             |
|  | スベオアルマジロ属                                                          |
|  |                                                                             |
|  | ミツオビアルマジロ属                                                        |
|  |                                                                             |

|  | スベオアルマジロ属   |
|  |                      |
|  | ミツオビアルマジロ属 |
|  |                      |

|  | ケナガアルマジロ属                                                    |
|  |                                                                       |
|  | \| \| ムツオビアルマジロ \| \| \| \| \| \| ピチアルマジロ \| \| \| \| |
|  |                                                                       |
|  | ムツオビアルマジロ                                                    |
|  |                                                                       |
|  | ピチアルマジロ                                                        |
|  |                                                                       |

|  | ムツオビアルマジロ |
|  |                    |
|  | ピチアルマジロ     |
|  |                    |

|  | オオアルマジロ                                                              |
|  |                                                                             |
|  | \| \| スベオアルマジロ属 \| \| \| \| \| \| ミツオビアルマジロ属 \| \| \| \| |
|  |                                                                             |
|  | スベオアルマジロ属                                                          |
|  |                                                                             |
|  | ミツオビアルマジロ属                                                        |
|  |                                                                             |

|  | スベオアルマジロ属   |
|  |                      |
|  | ミツオビアルマジロ属 |
|  |                      |

|  | ケナガアルマジロ属                                                    |
|  |                                                                       |
|  | \| \| ムツオビアルマジロ \| \| \| \| \| \| ピチアルマジロ \| \| \| \| |
|  |                                                                       |
|  | ムツオビアルマジロ                                                    |
|  |                                                                       |
|  | ピチアルマジロ                                                        |
|  |                                                                       |

|  | ムツオビアルマジロ |
|  |                    |
|  | ピチアルマジロ     |
|  |                    |

|  | オオアルマジロ                                                              |
|  |                                                                             |
|  | \| \| スベオアルマジロ属 \| \| \| \| \| \| ミツオビアルマジロ属 \| \| \| \| |
|  |                                                                             |
|  | スベオアルマジロ属                                                          |
|  |                                                                             |
|  | ミツオビアルマジロ属                                                        |
|  |                                                                             |

|  | スベオアルマジロ属   |
|  |                      |
|  | ミツオビアルマジロ属 |
|  |                      |

|  | ケナガアルマジロ属                                                    |
|  |                                                                       |
|  | \| \| ムツオビアルマジロ \| \| \| \| \| \| ピチアルマジロ \| \| \| \| |
|  |                                                                       |
|  | ムツオビアルマジロ                                                    |
|  |                                                                       |
|  | ピチアルマジロ                                                        |
|  |                                                                       |

|  | ムツオビアルマジロ |
|  |                    |
|  | ピチアルマジロ     |
|  |                    |

|  | オオアルマジロ                                                              |
|  |                                                                             |
|  | \| \| スベオアルマジロ属 \| \| \| \| \| \| ミツオビアルマジロ属 \| \| \| \| |
|  |                                                                             |
|  | スベオアルマジロ属                                                          |
|  |                                                                             |
|  | ミツオビアルマジロ属                                                        |
|  |                                                                             |

|  | スベオアルマジロ属   |
|  |                      |
|  | ミツオビアルマジロ属 |
|  |                      |

|  | ケナガアルマジロ属                                                    |
|  |                                                                       |
|  | \| \| ムツオビアルマジロ \| \| \| \| \| \| ピチアルマジロ \| \| \| \| |
|  |                                                                       |
|  | ムツオビアルマジロ                                                    |
|  |                                                                       |
|  | ピチアルマジロ                                                        |
|  |                                                                       |

|  | ムツオビアルマジロ |
|  |                    |
|  | ピチアルマジロ     |
|  |                    |

|  | オオアルマジロ                                                              |
|  |                                                                             |
|  | \| \| スベオアルマジロ属 \| \| \| \| \| \| ミツオビアルマジロ属 \| \| \| \| |
|  |                                                                             |
|  | スベオアルマジロ属                                                          |
|  |                                                                             |
|  | ミツオビアルマジロ属                                                        |
|  |                                                                             |

|  | スベオアルマジロ属   |
|  |                      |
|  | ミツオビアルマジロ属 |
|  |                      |

|  | ケナガアルマジロ属                                                    |
|  |                                                                       |
|  | \| \| ムツオビアルマジロ \| \| \| \| \| \| ピチアルマジロ \| \| \| \| |
|  |                                                                       |
|  | ムツオビアルマジロ                                                    |
|  |                                                                       |
|  | ピチアルマジロ                                                        |
|  |                                                                       |

|  | ムツオビアルマジロ |
|  |                    |
|  | ピチアルマジロ     |
|  |                    |

|  | オオアルマジロ                                                              |
|  |                                                                             |
|  | \| \| スベオアルマジロ属 \| \| \| \| \| \| ミツオビアルマジロ属 \| \| \| \| |
|  |                                                                             |
|  | スベオアルマジロ属                                                          |
|  |                                                                             |
|  | ミツオビアルマジロ属                                                        |
|  |                                                                             |

|  | スベオアルマジロ属   |
|  |                      |
|  | ミツオビアルマジロ属 |
|  |                      |

|  | ケナガアルマジロ属                                                    |
|  |                                                                       |
|  | \| \| ムツオビアルマジロ \| \| \| \| \| \| ピチアルマジロ \| \| \| \| |
|  |                                                                       |
|  | ムツオビアルマジロ                                                    |
|  |                                                                       |
|  | ピチアルマジロ                                                        |
|  |                                                                       |

|  | ムツオビアルマジロ |
|  |                    |
|  | ピチアルマジロ     |
|  |                    |

|  | オオアルマジロ                                                              |
|  |                                                                             |
|  | \| \| スベオアルマジロ属 \| \| \| \| \| \| ミツオビアルマジロ属 \| \| \| \| |
|  |                                                                             |
|  | スベオアルマジロ属                                                          |
|  |                                                                             |
|  | ミツオビアルマジロ属                                                        |
|  |                                                                             |

|  | スベオアルマジロ属   |
|  |                      |
|  | ミツオビアルマジロ属 |
|  |                      |

|  | ケナガアルマジロ属                                                    |
|  |                                                                       |
|  | \| \| ムツオビアルマジロ \| \| \| \| \| \| ピチアルマジロ \| \| \| \| |
|  |                                                                       |
|  | ムツオビアルマジロ                                                    |
|  |                                                                       |
|  | ピチアルマジロ                                                        |
|  |                                                                       |

|  | ムツオビアルマジロ |
|  |                    |
|  | ピチアルマジロ     |
|  |                    |

アリクイの化石記録は一般に乏しい。鮮新世ではヒメアリクイの近縁種である Palaeomyrmidon 属、中新世ではオオアリクイやコアリクイに近い Protamandua 属、オオアリクイと近縁関係にあると考えられているネオタマンドゥアなどの絶滅種が知られる。Protamandua はヒメアリクイよりも大きいがコアリクイ属よりも小さく、一方ネオタマンドゥアはコアリクイ属とオオアリクイの中間の大きさであった。Protamandua は歩行や木登りに特化していなかったものの、尾で木の枝などを掴むように適応していた可能性がある。ネオタマンドゥアの尾は物を掴むのに適していたとは考えにくく、その足はコアリクイ属やオオアリクイと形態的に類似している。Neotamandua borealis はオオアリクイの祖先ではないかと示唆されている。オオアリクイ属の絶滅種がアルゼンチンの新第三期の地層から発見され、1934年に Nunezia caroloameghinoi として記載された。この種は1976年にオオアリクイ属に分類され、学名は Myrmecophaga caroloameghinoi となった。
現生のアリクイの中では最も陸生傾向が強い。地上生活に特化することは、アリクイの進化における新しい特徴であると考えられている。地上生活への移行は、南米におけるカンポ・セラードなどの開けた生息地の拡大と、食料源となるシロアリなどの昆虫の豊富さによって促進された可能性がある。オオアリクイとミナミコアリクイはどちらも、後期更新世と前期完新世の化石記録によく現れている。

## 形態
大きな体、細長い吻部、長く房状の尾が特徴である。全長は182-217cm、体重は雄が33-50kg、雌が27-47kgである。体長は100-120cm、尾長は65-90cmである。アリクイ亜目の現生種では最大である。頭部の長さは30cmで、他のアリクイと比べても特に細長い。頭部の大部分を円筒形の吻部が占めており、目、耳、口は比較的小さい。視力は弱いが、嗅覚は人の40倍あり、非常に優れている。雄の方が若干大きく頑強だが、遠くから見分けるのは難しい。雄の性器は体内にあり、雄の生殖器の開口部は雌よりも小さく、肛門から遠い。雌の2つの乳腺は前脚の間にある。
首は頭部に比べて特に太く、首の後ろは小さく隆起する。体毛のほとんどは灰色がかった茶色または黒で、白のまだら模様がある。前肢は白く、端には黒い帯があり、手首と手は黒く、後肢は黒色である。喉から肩にかけて太い黒色の斑紋があり、白く縁どられており、先端は鋭い。尾は褐色である。背中には直立したたてがみが伸びている。尾の毛は30cmと特に長く、尾は実際よりも大きく見える。頭と尾を似た形にすることで、天敵を惑わして身を守っているとされる。体の模様はカモフラージュだと考えられていたが、2009年の研究では警告色であることが示唆されている。
肋骨が広く、各肢には5本の指がある。前足の3本の指には爪があり、第3指の爪は特に大きい。前肢の第5指の爪は退化しているが、特に第2、第3指の爪は顕著に湾曲している。ゴリラやチンパンジー属と同様にナックルウォーキングを行う。これにより、爪を地面に擦り付けずに歩くことができる。体重の大半を支える中指には、長い中手指節関節と、曲がった指節間関節がある。前肢と異なり、後肢は5本の指すべてに短い爪があり、蹠行を行う。爪を引っ掛けて引くことで土などを掘るため、大きな棘上窩を持ち、大円筋によりてこの原理で前肢の牽引力を増大させ、上腕三頭筋が太くなった中指の制御を助けている。
体温は哺乳類としては低い約33℃で、一般的な哺乳類の体温である36-38℃よりも数度低い。異節類は一般に他の哺乳類よりも代謝率が低い傾向があり、これは食性の特殊化や運動能力の低さと関連があると考えられている。

### 摂食解剖学
オオアリクイには歯がなく、顎の動きは極めて限られている。下顎は靭帯でつながっており、下顎枝が回転することで口を開閉する。これは比較的未発達な咀嚼筋によって行われる。顎が下がっているため、舌を突き出すための比較的細い開口部が作られる。舌の長さは約60cmで、基底付近は三角形に近いが、前側に向かって丸くなり、先端は丸みを帯びている。舌には後方に湾曲した味蕾があり、大きな唾液腺から分泌される粘着質の唾液に覆われる。
口が小さく、吻先も小さいため、舌は前後にしか動かすことができない。摂食中は頭の方向を頼りに狙いを定める。舌は完全に伸ばすと45cmに達し、1分間に約160回出し入れすることができる。胸骨舌骨筋と舌骨舌筋が組み合わさった独特の筋肉により、舌を胸骨に直接固定する。舌骨装置は大きく、V字型で柔軟性があり、動く舌を支える。頬筋が緩んだり締まったりすることで、食物を落とさないようになっている。引っ込めた舌は中咽頭に保持されるため、呼吸を妨げることはない。
舌を口蓋に押し当て、昆虫を砕いて飲み込む。他の哺乳類とは異なり、オオアリクイは餌を食べるときにほぼ絶えず飲み込んでいる。オオアリクイの胃は鳥の砂嚢に似ており、硬化したひだと、砂や土によって食物を砕く。オオアリクイ自身は胃酸を作ることができないが、獲物に含まれる蟻酸を消化に用いる。

## 分布と生息地

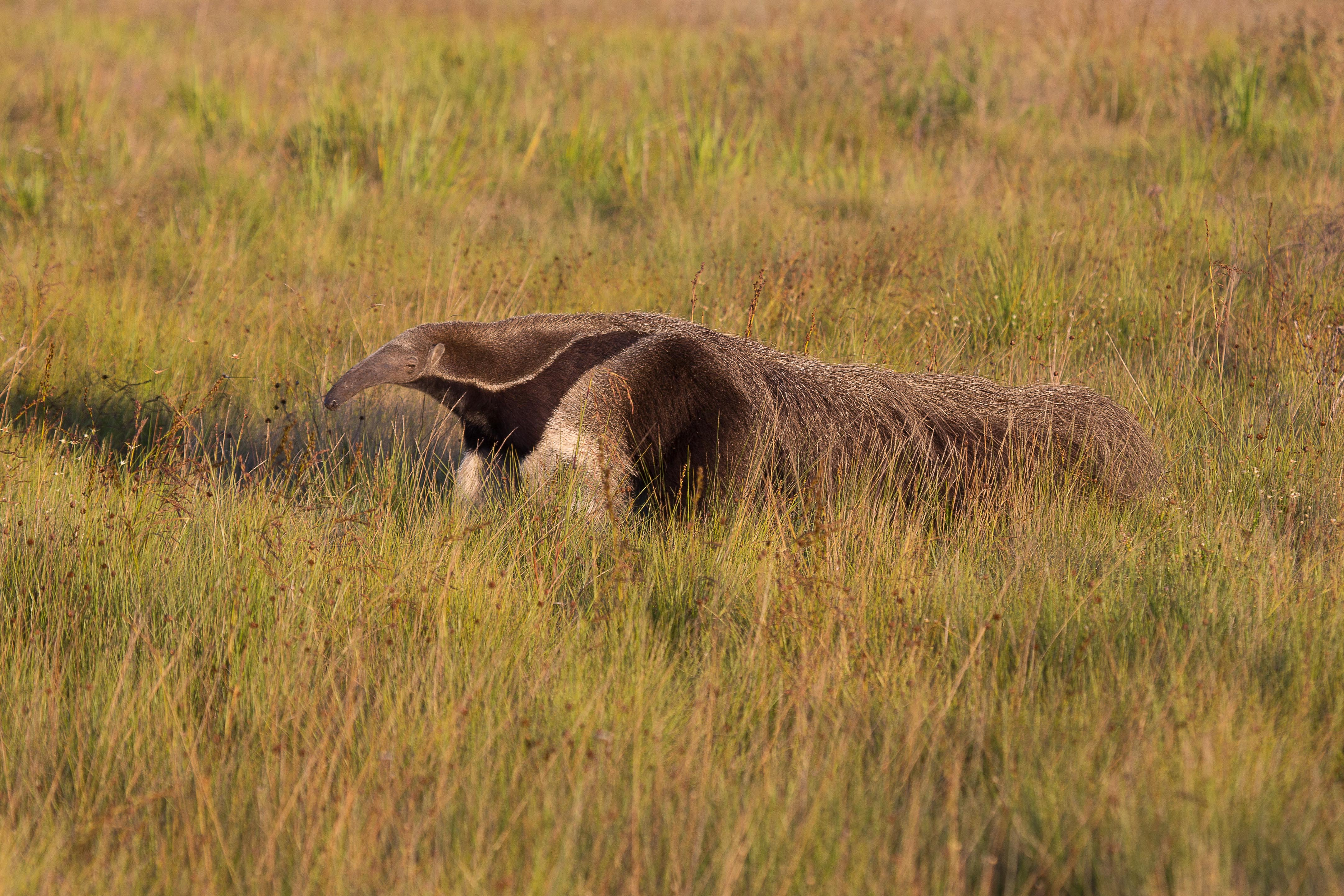
草原に生息する

中南米原産であり、分布域はホンジュラスからボリビア、アルゼンチン北部まで広がっており、メキシコのソノラ州北西部まで化石が発見されている。アンデス山脈にはほとんど生息しておらず、ウルグアイ、ベリーズ、エルサルバドル、グアテマラ、コスタリカ、ブラジル、アルゼンチン、パラグアイの一部では完全に絶滅している。熱帯雨林と乾燥した低木地帯の両方に生息するが、サバンナやリャノなどの草原、沼沢地、開けた森林などでも見られ、生息地には十分な獲物が必要である。

## 生態と行動

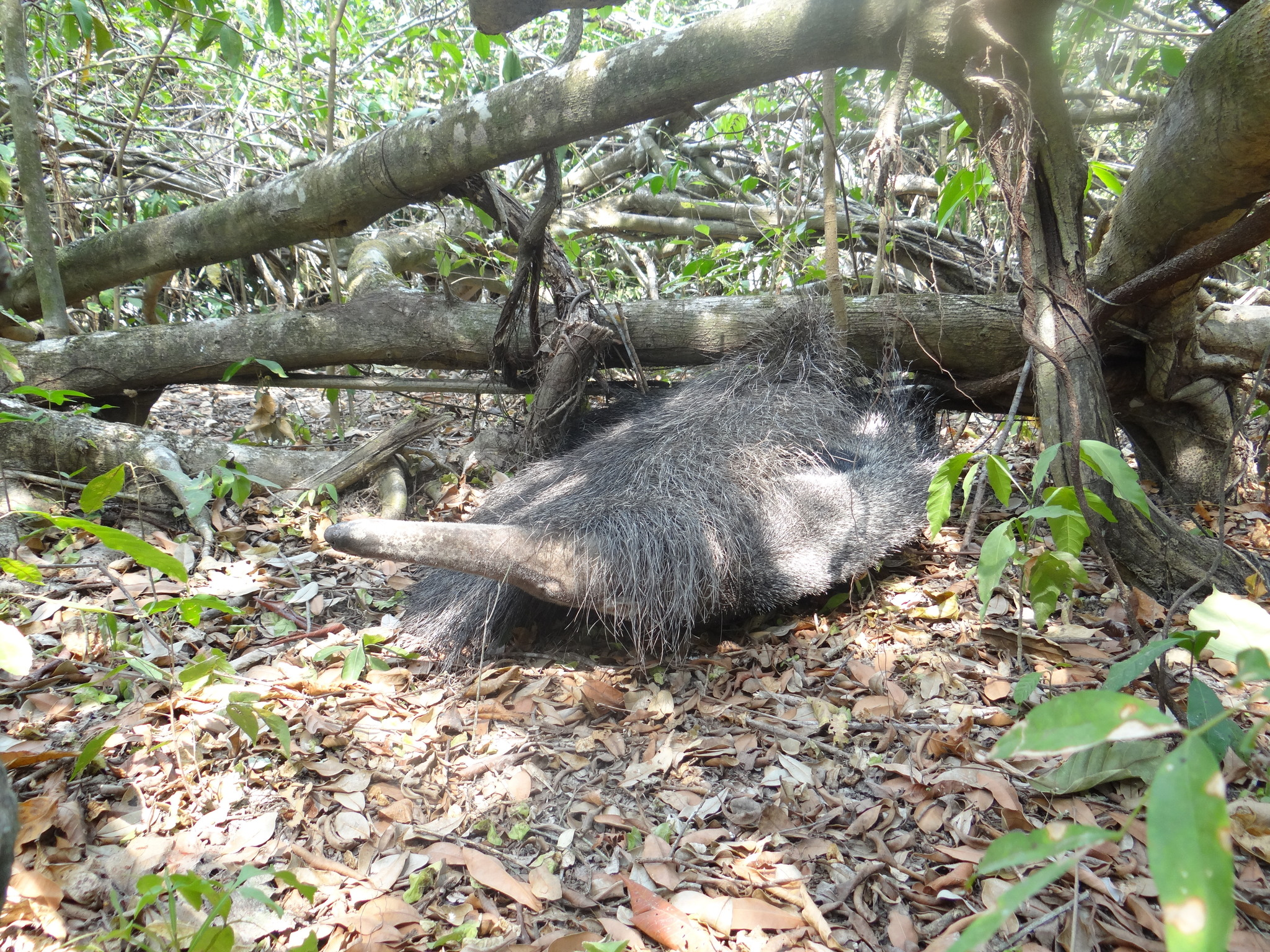
尾を体に被せて眠る

野生ではほとんど研究されておらず、研究は特定の地域に限られている。複数の生息地を利用する可能性があり、2007年にブラジルのパンタナールで行われた研究では、開けた場所で移動して餌を探し、森林で休息することが判明した。森林は気温が上昇すると日陰となり、気温が下がると熱を保持する役割がある。1日で平均3,700mの距離を移動する。2006年にパンタナールで行われた研究では、暖かい時期は主に夜行性であるが、気温が下がると昼行性になることが判明した。昼行性のオオアリクイはカナストラ山地で観察されている。人間活動の影響で夜行性となっている可能性もある。
主に密生した藪の中で眠るが、気温が下がると背の高い草の中で眠ることもある。地面に浅い窪みを掘って休息する。体を丸め、尾を体に被せて眠る。これにより体を温め、捕食者から身を隠すことが出来る。気温17℃の朝に尾を広げて横向きに眠っている様子が記録されており、体を温めるために太陽の光を吸収していると考えられる。水浴びをしたり、広い川を泳いで渡ったりすることもある。木登りも可能であり、餌を探してシロアリ塚や木に登った記録がある。立ち上がって木の上の枝を掴み、木に登ろうとしている様子が観察されている。

### 個体間の関係

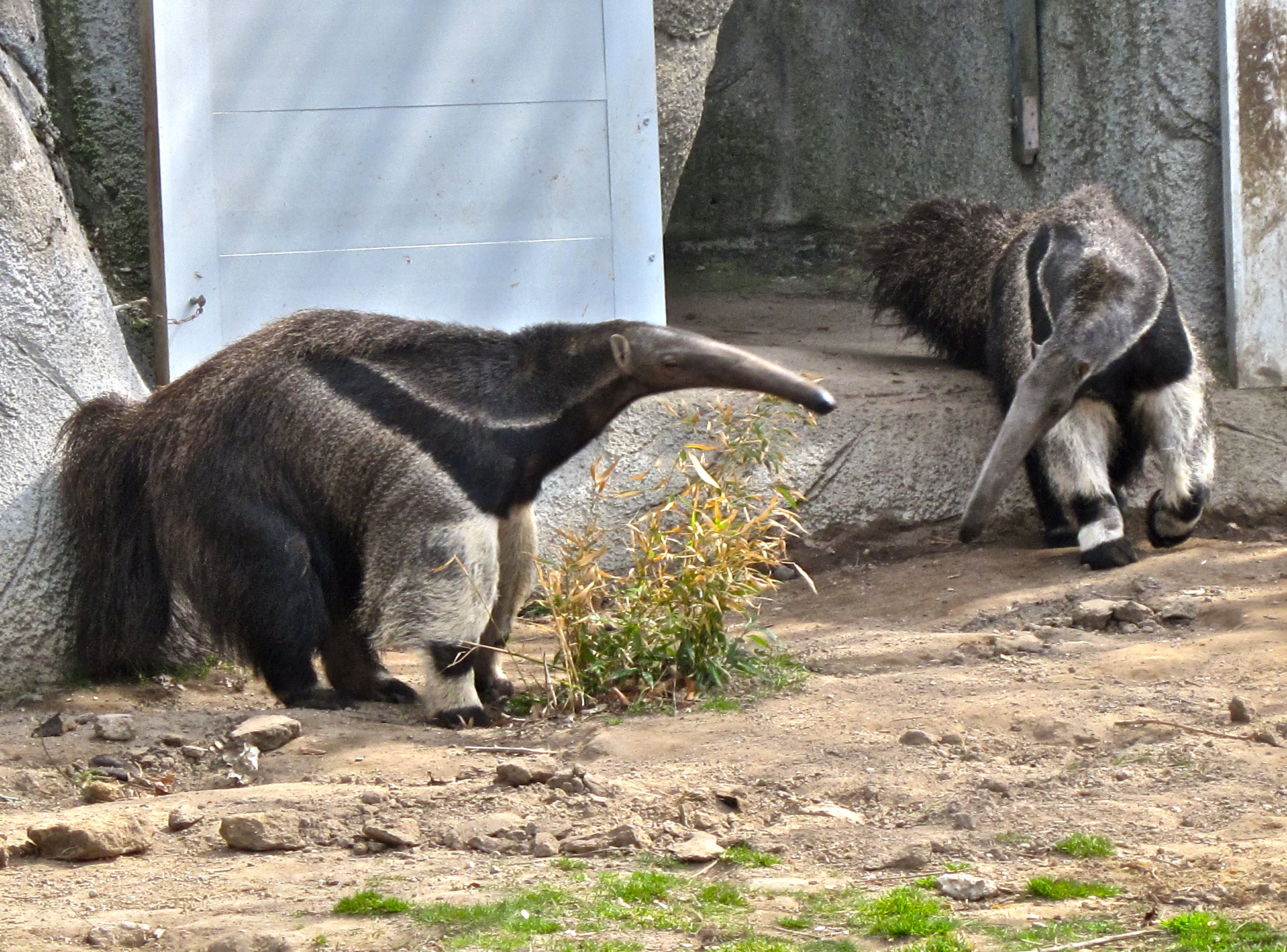
動物園の2頭。野生では単独で生活する

行動圏の大きさは場所によって異なり、ブラジルのセラ・ダ・カナストラ国立公園の2.7km2ほどと小さいものから、アルゼンチンのイベラ自然保護区の32.5km2ほどと大きいものまである。幼獣と母親以外は、ほとんど単独で生活する。肛門腺からの分泌物と、木に付けた痕跡でマーキングを行う。互いの唾液を匂いで認識できる。
雌は雄よりも互いに寛容であり、個体間の距離も比較的近い。雄は闘争行動をとる傾向があり、「ハーー」という音を発しながら互いに近づき、回り始める。追いかけ合いや実際の戦闘になる可能性がある。戦闘には格闘や爪による斬り合いが含まれる。闘争中のアリクイは咆哮や唸り声を発することがある。雄は縄張り意識が強い可能性がある。

### 摂食
食虫動物であり、主にアリやシロアリを食べる。パンタナールやリャノなど、定期的に洪水が発生する地域では、個体数が多いアリを食べる傾向にある。逆にエマス国立公園の草原ではシロアリの数が多いため、そこではシロアリがより重要な食料源となっている。カナストラ山地では、10月から3月の雨季には主にアリを食べ、5月から9月の乾季にはシロアリを食べる。

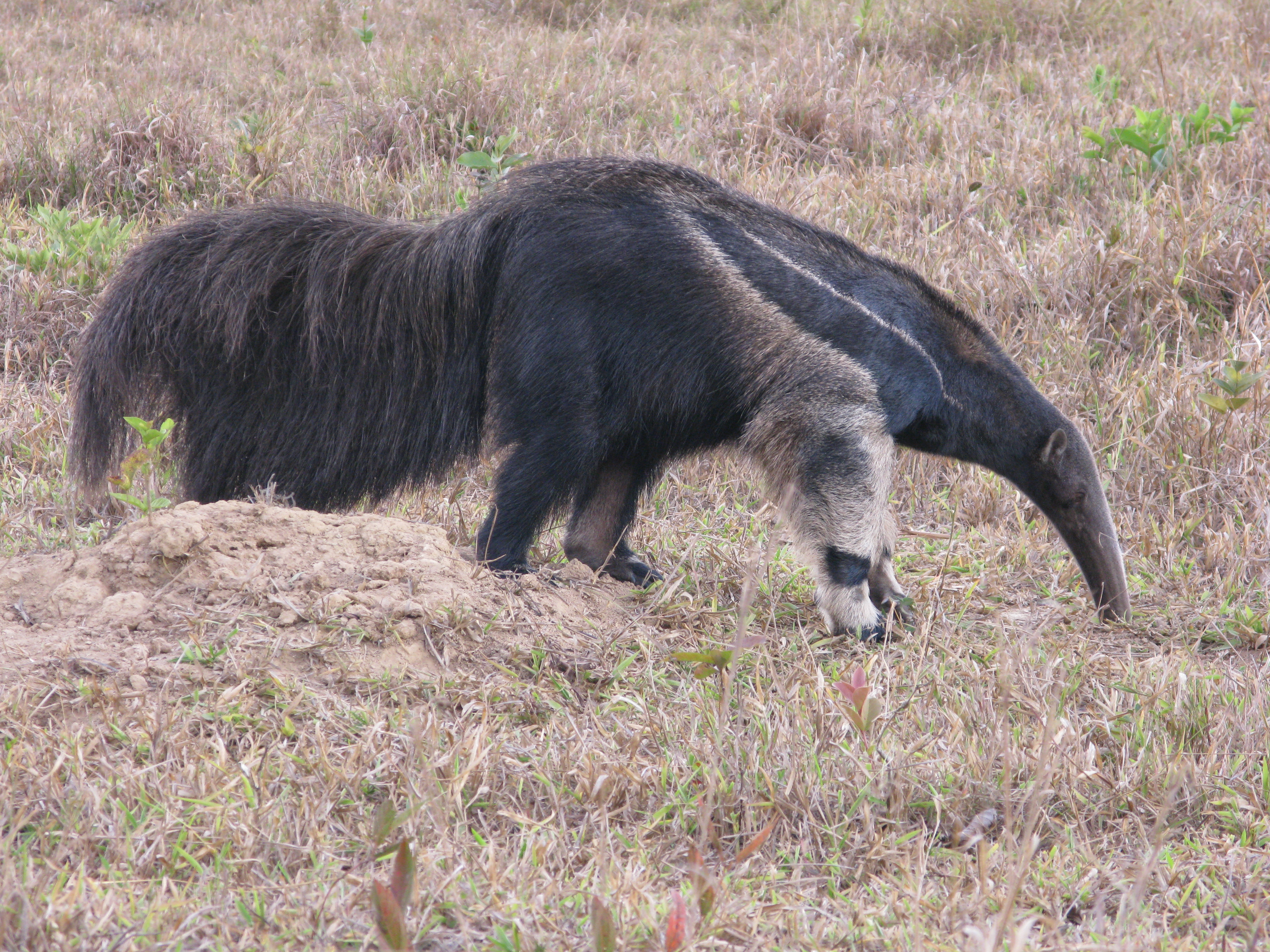
採餌

獲物の匂いを頼りに追跡する。巣を見つけると、爪で巣を破壊し、長く粘着性のある舌を差し込んで獲物の卵、幼虫、成虫を集める。1つの巣で摂食する時間は1分ほどだが、1日に最大200の巣を攻撃し、合計で約35,000匹の昆虫を消費する。1つの巣での摂食時間を短くすることで、行動圏内の獲物を食べ尽くさないようにしていると考えられている。兵隊アリの蟻酸や毒、噛みつきによって巣から追い出されることがある。シロアリは塚の防御に頼るが、地下のトンネルを使って逃げることがある。
甲虫やセイヨウミツバチの幼虫も餌とし、シロアリ塚に巣を作ったハチも狙うことがある。果実を食べることもある。飼育下ではミルクと卵の混合物、ミールワーム、牛ひき肉が与えられる。地面を掘って地中の水を飲み、アリクイの作った水場を他の動物も利用する。お腹の調子を整える目的で、不定期に土を舐める習性を持つ。

### 繁殖と成長

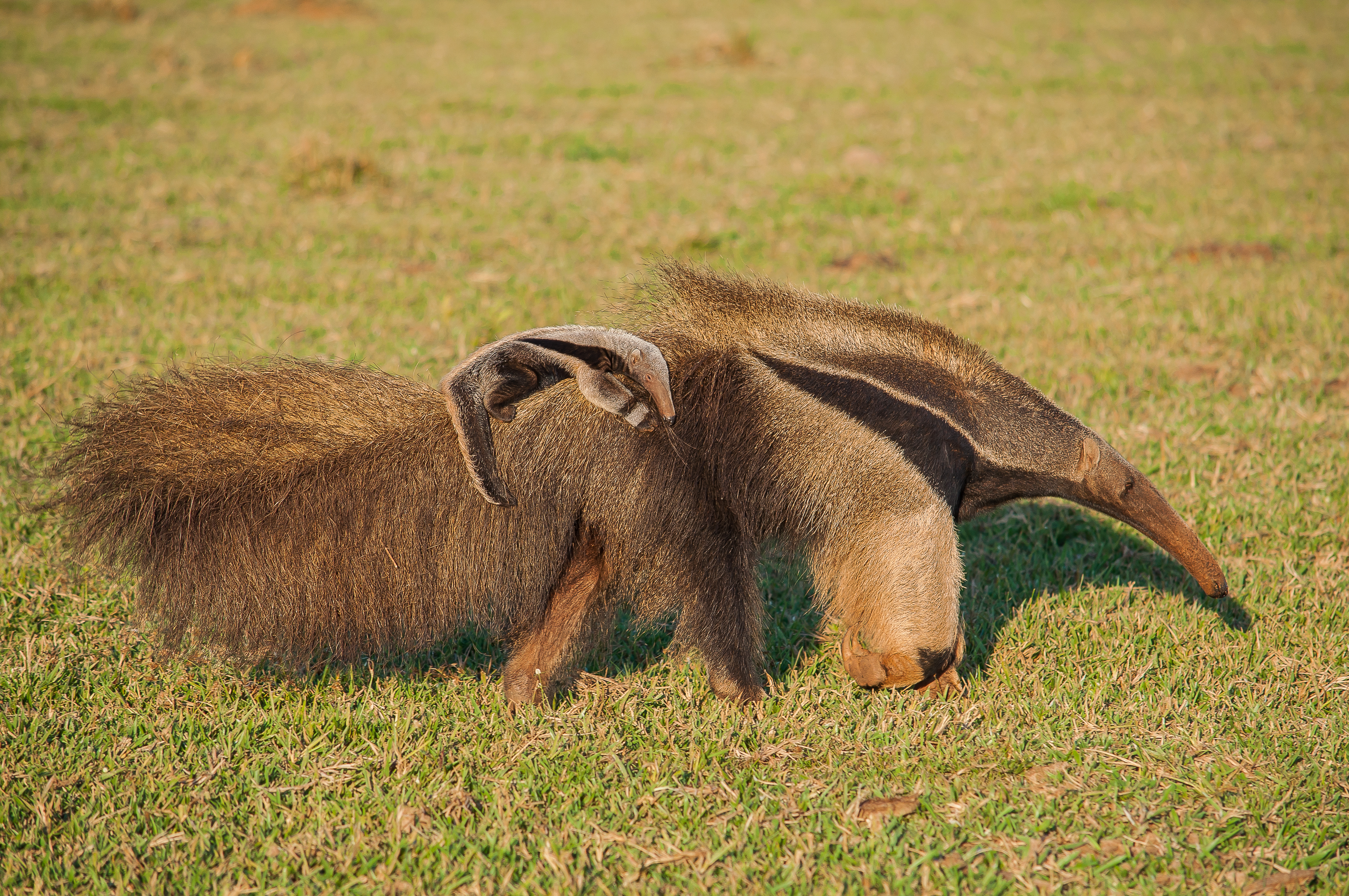
幼獣を背負った母親

一年中繁殖し、発情期は50-60日周期である。雄は発情期の雌の後をついて歩き、雌は尾を少し上げる。求愛中のつがいは、同じ巣の昆虫を食べることが知られている。雌は横向きになり、雄がかがんで交尾をする。つがいは最長3日間一緒に過ごし、その間に複数回交尾することがある。妊娠期間は170-190日で、1頭の幼獣を産む。着床遅延を起こす証拠がある。雌は直立した状態で出産する。子育ては雌のみが行う。
出生時は体重1-2kgで、最初の6日間は目を閉じている。母親は幼獣を背負う。幼獣は母親の縞模様に自分の縞模様を合わせることでカモフラージュする。母親は幼獣のグルーミングと授乳を行い、幼獣は口笛を使って母親とコミュニケーションをとる。生後3ヶ月でグルーミングの頻度は減り、幼獣は固形食を食べ始める。グルーミングと授乳はどちらも生後10ヶ月で終了し、その時点で幼獣は母親から離れる。2.5-4年で性成熟する。寿命は約16年と考えられているが、飼育下では約25年ほどとなり、31年生きた記録も存在する。

### 天敵
成獣の天敵はジャガーとピューマが知られ、アメリカワニにも捕食される。天敵からは走って逃げるが、追い詰められると後肢で立ち上がり、爪で威嚇し攻撃する。相手に抱きつき締めあげることもある。前肢の爪はジャガーを殺すほどの強力な武器である。鉤頭動物の Gigantorhynchus echinodiscus、Moniliformis monoechinus が腸内に寄生する。

## 人との関わり

### 脅威と保全
地域絶滅の多さから、国際自然保護連合のレッドリストでは危急種に指定されている。またワシントン条約の付属書IIに掲載され、国際取引は制限されている。2014年までに、総個体数は過去3世代にわたって30%以上減少した。総個体数は5000頭未満と推測されている。1994年にブラジルのエマス国立公園で発生した山火事により、約340頭のオオアリクイが死亡した。毛皮が燃えやすく、動きも遅いため、特に火災に対して脆弱である。
車両との衝突、犬による攻撃、生息地の破壊などが脅威となっている。在来植物の近くの直線道路でアリクイが死亡する可能性が高いことが判明している。2018年にブラジルで行われた研究では、道路は交通事故よりも生息地の断片化という面でアリクイに大きな影響を与えていること、アリクイの適切な生息地の18-20%が最小サイズに達していないこと、生息域の0.1-1%で道路の密度が危険なほど高いこと、アリクイの分布域の32-36%が生存に不可欠な地域であること、ブラジルの北部にはより多くの保護の機会が存在することが判明した。2020年にブラジルのセラードで行われた研究では、道路での死亡によって地域レベルでの個体数増加が半数となることが判明した。
ボリビアでは戦利品や食用として狩られている。グランチャコでは、分厚い皮が乗馬用具の材料として使われている。ベネズエラでは爪のために殺されている。威嚇行動が危険とみなされ、殺されることもある。分布域は広く、適応力は高い。アマゾン熱帯雨林、パンタナール、セラードには、アリクイの生息する様々な保護区が存在する。アルゼンチンでは、いくつかの地方自治体によって公式に保護されている。

### 人への危害
人間にとって脅威となることは滅多にないが、前爪で重傷を負わせることがある。2010年から2012年にかけて、ブラジルで2人の猟師がオオアリクイに殺されたが、防御のための行動であった可能性が高い。2007年にはアルゼンチンの動物園で、飼育員が爪で切りつけられて死亡する事件が発生した。

### 飼育
日本では1933年に東京都の上野動物園で飼育が始まり、2001年には全国の動物園で32頭が飼育されていたが、2022年には15頭と減少した。2025年8月現在は、東京都の江戸川区自然動物園、神奈川県のよこはま動物園ズーラシア、静岡県の日本平動物園、愛知県の東山動植物園、兵庫県の神戸市立王子動物園、神戸どうぶつ王国、沖縄県の沖縄こどもの国の7施設で18頭が展示されている。
日本の展示場は狭い施設が多く、ストレス軽減や退屈させないために、福祉の観点から環境エンリッチメントが採用されているケースが多い。餌は主に、馬肉やイナゴ、ドッグフード、卵黄、粉ミルク等をペースト状にした物が与えられている。夏場は水浴びを好み、水浴中に前肢と後肢で20分ほど時間をかけて全身を掻くため、飼育員がホースなどで水をかけて介助することもある。基本は単独行動であるため、繁殖目的のお見合い以外で2頭以上が同じ展示場で過ごすことはない。

### 文化

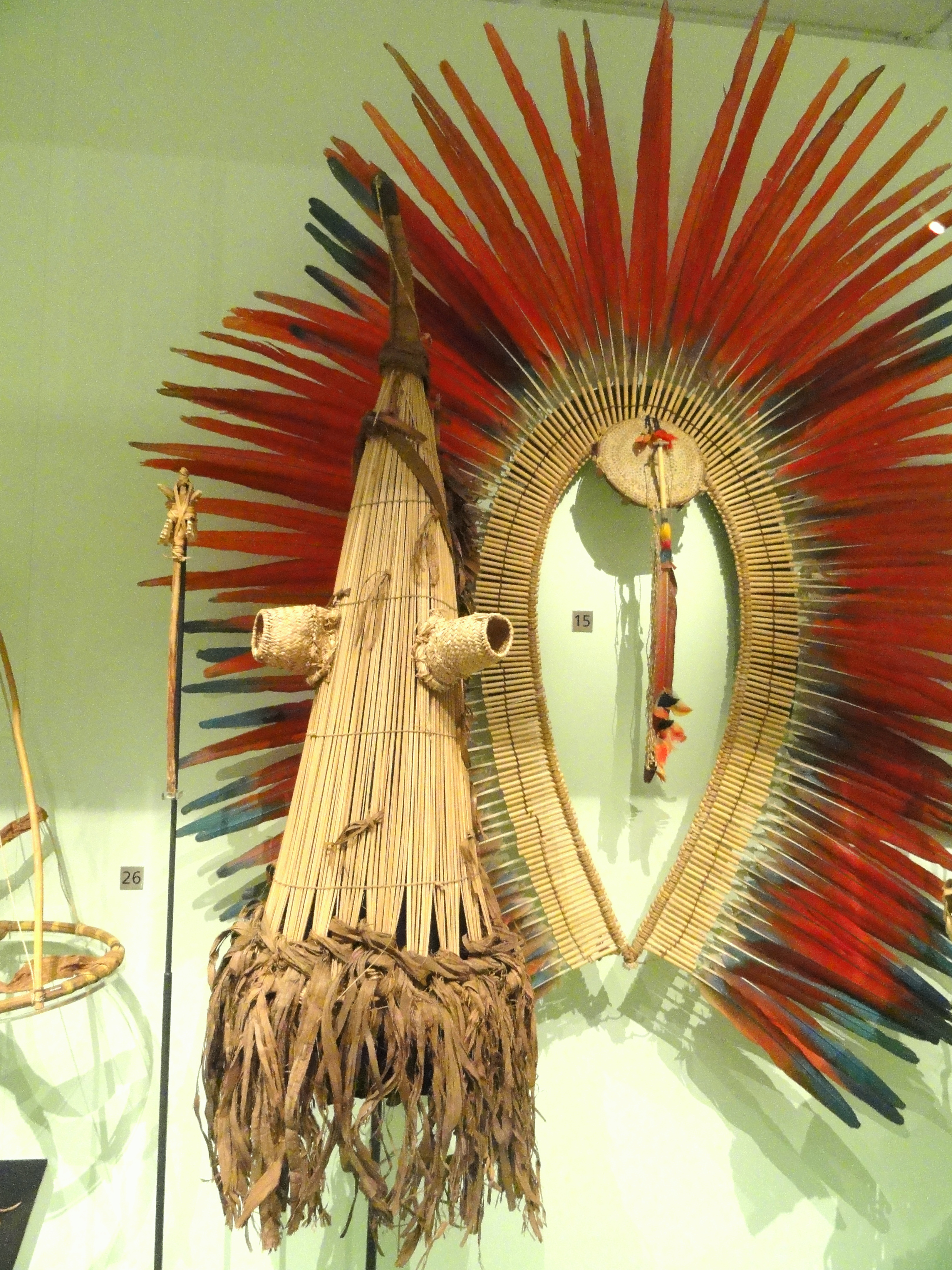
カイアポ族の儀式で使用されるアリクイの仮面

アマゾン盆地の先住民族の神話や民間伝承では、オオアリクイはいたずら好きで滑稽なトリックスターとされている。シピボ族の民話では、アリクイがジャガーに水に潜る競争を挑んだ後、ジャガーの毛皮を盗み、ジャガーに自分の毛皮を残していった。カヤポ族は儀式の際に、アリクイを含む様々な動物や精霊の仮面を被る。アリクイの仮面に触れた女性や、仮面をかぶったまま転んだ男性は死ぬか障害を負うと信じられている。
スペインによるアメリカ大陸の植民地化の際、展示用にヨーロッパに持ち込まれた。雌しか存在せず、鼻で繁殖すると考えられていたが、この誤解は博物学者のフェリックス・デ・アサーラによって訂正された。サルバドール・ダリは、オオアリクイは馬よりも大きく、非常に凶暴で、並外れた筋力を持つ恐ろしい動物であるとし、「大自慰者」に投影した。アンドレ・ブルトンは人間が経験する誘惑を「アリクイの舌がアリに与えられているようなもの」と例えた。
1940年のマックス・フライシャーの制作した『Ants in the Plants』では、凶悪なアリクイと戦う蟻の群れが描かれている。これはまやかし戦争中のフランスのマジノ線を示していた可能性もある。カリフォルニア大学アーバイン校のバスケットボールチームのマスコットのモチーフにもなっている。スティーヴン・キングのキングダム・ホスピタルには、オオアリクイに似たアンチュビスという謎の生物が登場する。